# Седяш (Благовещенский район)
Седяш (баш. Сиҙәш) — деревня в Благовещенском районе Республики Башкортостан Российской Федерации. Входит в состав Октябрьского сельсовета.

## География
Стоит на речке Седяшке

### Географическое положение
Расстояние до:
- районного центра (Благовещенск): 81 км,
- центра сельсовета (Осиповка): 4 км,
- ближайшей ж/д станции (Загородная): 86 км.

## История
Основан русскими государственными крестьянами в первой половине или в середине XIX века. Можно допускать версию, что Седяш появился как выселок деревни Усы-Степановки. Последняя ревизия зафиксировала в Седяше 111 душ мужского пола. В 1881 году была освящена деревянная церковь в честь Рождества Христова. В 1891 году приходским священником в селе служил Петр Иванович Селиевский. Среди крестьян было много Ширинкиных, Печеницыных, Носковых, Бажиных. Также в селе проживали Горбуновы, Сапегины, Кислицины. Соколовы, Серебряковы, Светлаковы, Смердовы, Мясниковы, Шубинцевы, Смирновы, Воронцовы, Никулины, Разумовы, Деревянных, Заякины и другие. Крестьяне села образовывали одноимённое сельское общество. В 1895 году в селе насчитывалось 78 дворов и 422 человека, были отмечены хлебозапасный магазин, кузница, две бакалейные и одна мануфактурная лавки. В 1897 году в селе открыла земская одноклассная школа. Приход Христорождественской церкви в конце XIX века состоял из села и семи деревень. Приходским священником Христорождественской церкви в 1910-е годы был Константин Петрович Кипарисов.
В 1917 году в селе насчитывалось 136 домохозяйств и 822 человека, в том числе один чуваш. Посторонних была 21 семья. В графе сословие у большинства жителей села указано «крестьяне коренные собственники». Несколько крестьянских семей относились к сельским богатеям.
В советское время (до 1984 года) село Седяш являлось административным центром одноимённого сельсовета. С 1984 село Седяш входит в состав Октябрьского сельсовета.

## Население
| 2002 | 2009 | 2010 |
| ---- | ---- | ---- |
| 53   | ↘31  | ↘18  |

### Национальный состав
Согласно переписи 2002 года, преобладающие национальности — русские (45 %), татары (26 %).

### Историческая численность населения
Динамика населения: в 1939 году в селе насчитывалось 259 человек, в 1959—192, в 1969—153, в 1989-66, в 2010 — 18. 

## Известные уроженцы, жители
- Коробицын, Александр Павлович (1940—2012) — советский российский режиссёр-постановщик.

## Инфраструктура
Во время коллективизации в селе был создан колхоз «Первомайский», просуществовавший до начала 1950-х. В 1950-е годы Седяш входил в колхоз «Крестьянин», в 1957 году село вошло в состав совхоза «Полянский», а в 1981 году — в состав совхоза «Осиповский».